# Fábio José dos Santos
1. WEITERLEITUNG Fabinho Santos